# Cadaverina
A cadaverina (ou 1,5-diaminopentano; ou pentametilenediamina ou
pentano-1,5-diamina) é uma amina (fórmula química C5H14N2, também escrita por H2N(CH2)5NH2) e uma molécula produzida pela hidrólise proteica durante a putrefação de tecidos orgânicos de corpos em decomposição. A cadaverina é um dos principais elementos responsáveis pelo odor nauseabundo dos cadáveres, estando presente no necrochorume.
Esta diamina não está, todavia, relacionada apenas com a putrefação, sendo também produzida em pequenas quantidades pelos seres vivos animais e vegetais. É parcialmente responsável também pelo odor característico do sêmen e das infecções vaginais.
Sendo assim a cadaverina pode ser produzida por pessoas em vida, porém em baixa quantidade.